# Лекана

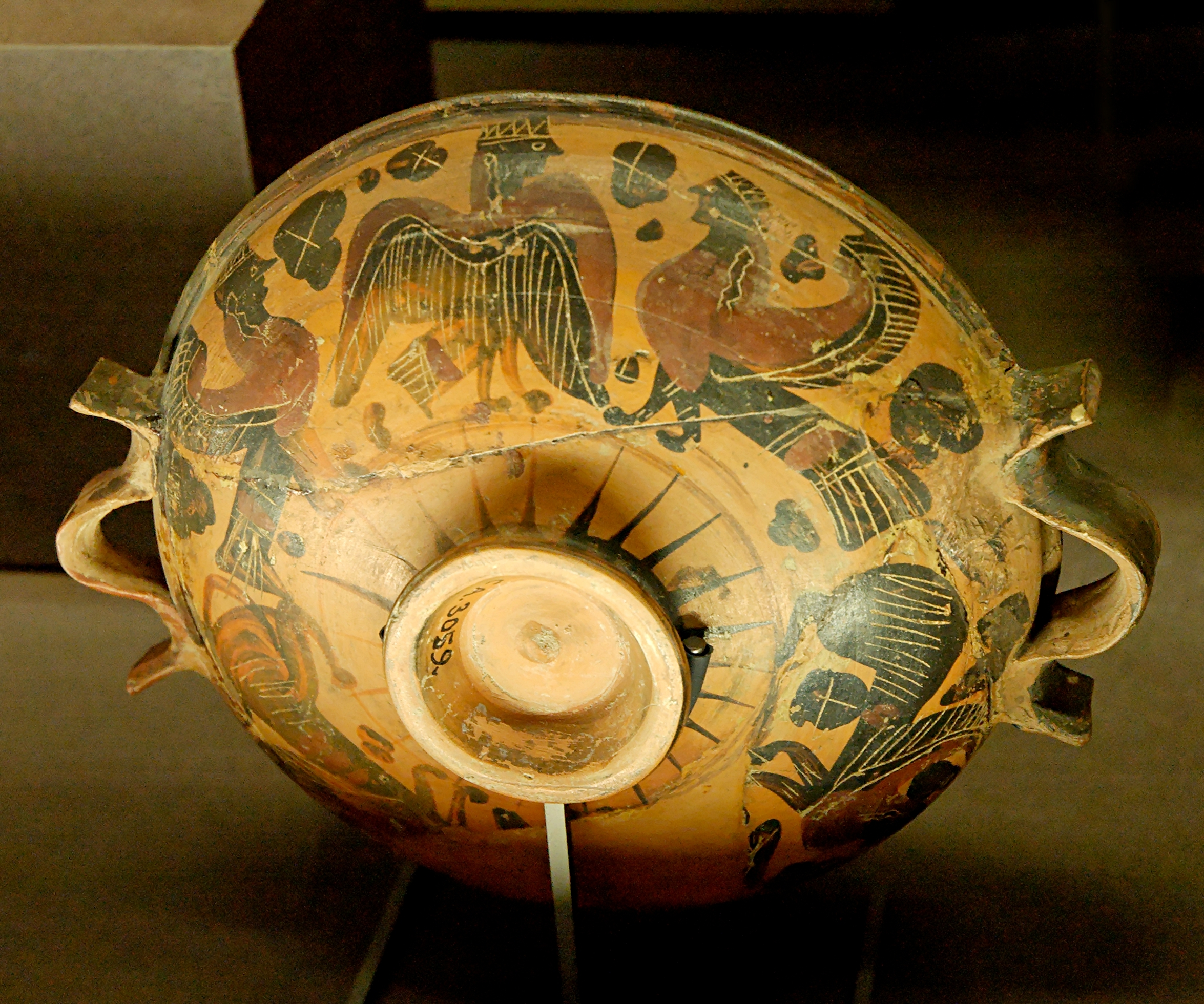
Аттическая чернофигурная лекана вазописца Полоса. Ок. 600—575 гг. до н. э., Лувр

Лекана (др.-греч. λεκάνη) — древнегреческая ваза, представляющая собой плоскую чашу с большим вместилищем и поддоном небольшого размера. Устье широкое, имеет небольшую закраину, закрывается широкой крышкой, завершающейся ручкой в виде шляпки на узком стержне. Две горизонтальные ручки вазы из мощных пластин размещаются по бокам и окружены шипами, вырезанными также из пластин. Маленькая лекана с крышкой называется леканидой. Эта ваза получила распространение в IV в. до н. э. Назначение сосуда точно не установлено, возможно, лекана служила для хранения приготовленной еды либо оливкового масла и др. Изображения лекан часто встречаются в древнегреческой вазописи.

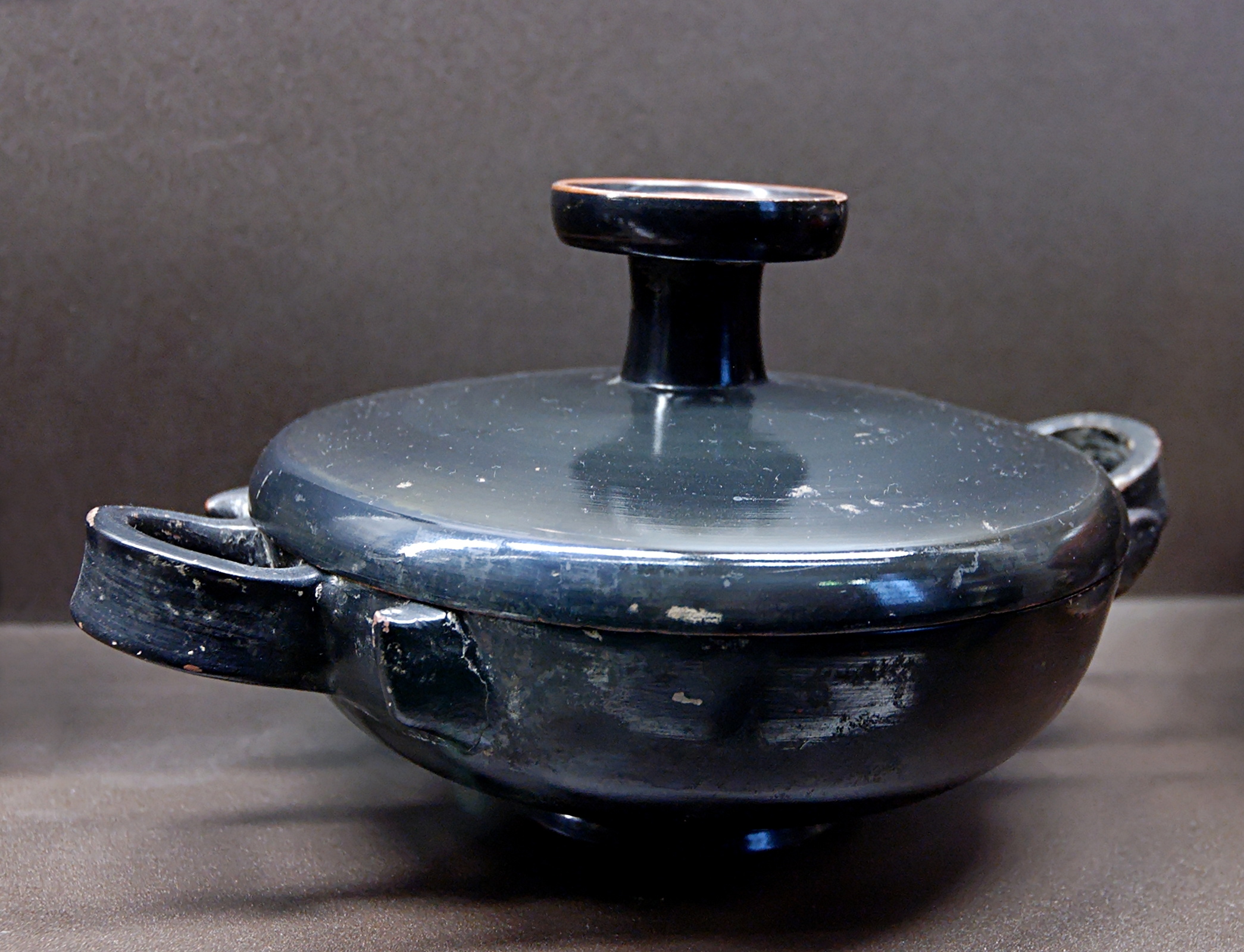
Чернолаковая аттическая леканида с крышкой. Ок. 450—440 гг. до н. э., Лувр